# Падре Мартини
Вижте пояснителната страница за други личности с името Джовани.
Джовани Батиста (Джамбатиста) Мартини (на италиански: Giovanni Battista Martini), по-известен като Падре Мартини (на италиански: Padre Martini, отец Мартини) е италиански музикален деятел, теоретик, композитор, певец, цигулар и пианист.
Смятан е за един от най-образованите хора на своето време. Автор е на първата „история на музиката“. На негово име е наречена консерваторията и библиотеката в Болоня – града, където е прекарал по-голямата част от живота си.
В творбите на Мартини личи дълбок усет към полифонията, педантично разработване на музикалния детайл, същевременно се проявява и стремеж към усъвършенстване на приетите в съвременността му музикални форми.
Особено важна е дейността на Мартини като педагог. Сред неговите ученици бъдещи водещи музикални фигури, но най-важна е работата му с младия Волфганг Амадеус Моцарт. Именно Мартини, който е близък с бащата на Волфганг – Леополд, разкрива пред бъдещия велик музикален гений тайните на полифонията, контрапункта, заема се сериозно и с възпитанието му. До края на живота си Моцарт пази за него най-топли и изключително ярки спомени.